# Дунайчик
Дунайчик (рос. Дунайчик) — річка в Росії у Грайворонському районі Бєлгородської області. Ліва притока річки Ворскли (басейн Дніпра).

## Опис
Довжина річки приблизно 6,60 км, найкоротша відстань між витоком і гирлом — 5,67  км, коефіцієнт звивистості річки — 1,12 .

## Розташування
Бере початок на північній стороні від урочища Грайворонська Дача. Тече переважно на північний захід понад урочищем Кулаків Ліс і у селі Дунайка впадає у річку Ворсклицю, праву притоку річки Ворскли.

## Цікаві факти
- У XX столітті на річці існувала 1 газова свердловина.[1]